# Pleurocope dasyura
Pleurocope dasyura är en kräftdjursart som beskrevs av Walker 1901. Pleurocope dasyura ingår i släktet Pleurocope och familjen Pleurocopidae. Inga underarter finns listade i Catalogue of Life.